# 11041 Fechner
11041 Fechner eller 1989 SH2 är en asteroid i huvudbältet som upptäcktes den 26 september 1989 av den belgiske astronomen Eric W. Elst vid La Silla-observatoriet. Den är uppkallad efter den tyske filosofen och fysikern Gustav Fechner.